# Juan López (bispo de Coria)
Juan López (falecido a 5 de Agosto de 1501) foi um prelado católico romano que serviu como bispo de Coria de 1499 a 1501.

## Biografia
Em 1499, Juan López foi nomeado durante o papado de Alexandre VI como Bispo de Coria, onde serviu como bispo até à sua morte no dia 5 de agosto de 1501.